# Septocylindrium leucum
Septocylindrium leucum är en svampart som beskrevs av Bayl. Ell. & O.P. Stansf. 1923. Septocylindrium leucum ingår i släktet Septocylindrium och familjen Mycosphaerellaceae.   Inga underarter finns listade i Catalogue of Life.